# Non al denaro non all'amore né al cielo
 (février 2023).
Si vous disposez d'ouvrages ou d'articles de référence ou si vous connaissez des sites web de qualité traitant du thème abordé ici, merci de compléter l'article en donnant les références utiles à sa vérifiabilité et en les liant à la section « Notes et références ».
Albums de Fabrizio De André
La buona novella
(1970) Storia di un impiegato
(1973)
Non al denaro, non all'amore né al cielo (en français, Ni l'argent, ni l'amour, ni le ciel) est le septième album du chanteur italien Fabrizio De André, paru en 1971 chez la maison de disques Produttori Associati.

## Titres de l'album
Toutes les chansons sont de Fabrizio De André sauf mention.
Les neuf pistes de cet album sont :
| No | Titre                                                        | Durée |
| -- | ------------------------------------------------------------ | ----- |
| 1. | La collina                                                   | 4:03  |
| 2. | Un matto (dietro ogni scemo c'è un villaggio)                | 2:37  |
| 3. | Un giudice                                                   | 2:24  |
| 4. | Un blasfemo (dietro ogni blasfemo c'è un giardino incantato) | 3:01  |
| 5. | Un malato di cuore                                           | 2:58  |
| 6. | Un medico                                                    | 2:37  |
| 7. | Un chimico                                                   | 3:01  |
| 8. | Un ottico                                                    | 4:34  |
| 9. | Il suonatore Jones                                           | 4:24  |